# Schlacht von Moys
Pirna – Lobositz – Prag – Gabel – Kolin – Groß-Jägersdorf – Moys – Roßbach – Breslau – Leuthen – Domstadtl – Olmütz – Neisse – Zorndorf – Hochkirch – Kay – Kunersdorf – Hoyerswerda – Maxen – Koßdorf – Landeshut – Liegnitz – Oschatz – Berlin – Wittenberg – Torgau – Döbeln – Burkersdorf – Reichenbach – Freiberg
In der Schlacht bei Moys am 7. September 1757 erlitt Preußen durch Österreich während des Siebenjährigen Krieges eine Niederlage.

## Ausgangslage
Den Rückzug der in der Schlacht bei Kolin geschlagenen preußischen Armee verfolgten die Österreicher unter Führung von Karl Alexander von Lothringen und Leopold Joseph Daun bis nach Sachsen.
Das Hauptheer der Preußen unter dem Kommando von Herzog August Wilhelm bezog Stellung an der Landeskrone bei Görlitz in der Oberlausitz. Das Korps, mit dem Generalleutnant Hans Karl von Winterfeldt die Verbindung zwischen Schlesien und Sachsen offen hielt, hatte den Holzberg (Jäckelsberg) beim Dorf Moys am rechten Ufer der Lausitzer Neiße besetzt.
Die Veranlassung für das kommende Gefecht war die Ankunft des Grafen Wenzel Anton Kaunitz im österreichischen Hauptlager bei Jauernick, der mit den Oberbefehlshabern die weiteren Operationspläne erörtern wollte.

## Schlachtverlauf
Am 7. September 1757 griff General Franz Leopold von Nádasdy mit 20.000 Mann und 24 schweren Geschützen die preußische Vorhut bei Moys an. Er nutzte den Umstand, dass sich Winterfeldt zu diesem Zeitpunkt im eine halbe Meile entfernten Lager bei Görlitz befand. Als diesen die Nachricht des österreichischen Angriffs erreichte, eilte er seinen Truppen mit fünf Bataillonen zu Hilfe. Trotz der Übermacht schlug er die Österreicher zunächst zurück. Da aber weitere Verstärkungen durch Herzog August Wilhelm ausblieben, konnte Nádasdy die Preußen umgehen und im Rücken angreifen. Winterfeldt erlitt eine tödliche Verwundung und verstarb einen Tag später. Sein Korps musste sich schließlich zurückziehen.

## Auswirkungen
Herzog August Wilhelm fehlte durch den Tod Hans Karl von Winterfeldts ein fähiger Berater. In den nächsten Wochen zog er sich beständig zurück, während ihn die Österreicher mit fast 90.000 Mann verfolgten und vom Nachschub abschnitten. Der Rückzug der Preußen ging durch die Lausitz und Schlesien bis an die Tore von Breslau. Es folgten im November 1757 der Verlust der Festungsstadt Schweidnitz und die Schlacht von Breslau.